# Értékrend
Beszélhetünk egy személy vagy egy ideológia értékrendjéről.
Ideológia esetében az ideológiát követő személyek közös értékrendje, így a következőkben egy személy értékrendjét fogalmazzuk meg.
Egy személy értékrendje értékek azon halmaza, amelyet a személy viselkedésében, döntéseiben követ, meghatározónak tart. Ez azt jelenti, hogy a különböző szituációk értékelésekor mit tart fontosnak, mit tart pozitívnak és mit tart negatívnak, illetve, hogy mennyire tartja annak. Ezen értékek összessége dönti el, hogy az adott személy az adott szituációt milyen jónak, milyen rossznak avagy mennyire kívánatosnak vagy kerülendőnek ítél. Így az értékrend szorosan összefügg a személy céljaival, erkölcsével. Az értékrendek befolyásolják egy személy etikus viselkedését, vagy szándékos tevékenységük alapját képezik. 
Egy személy értékrendje, a világról alkotott tudásával együtt alkalmas arra, hogy az adott személy döntéseket hozzon viselkedéséről. Az értékrendet bizonyos esetben beleértik a világnézetbe, ekkor úgy fogalmazhatunk, hogy a világnézet egésze a meghatározó a döntéseink szempontjából. Ha nem vesszük bele, akkor pedig úgy, hogy az értékrendünk a világnézettel együtt alakítja ki döntéseinket. Az adott személy értékrendjét külső szemlélő, ezen döntések elemzésével becsülheti meg, de az adott személy maga is fejlesztheti önismeretét saját döntéseinek ilyen elemzésével.
Bizonyos ideológiák az értékrendet magát is a világ egy tényének tekintik, így tehát beszélnek egy igaz értékrendről, vagy erkölcsről. Ezen ideológiák abszolút értékrendet, erkölcsöt képviselnek.
A személyek egyéni értékrendjét általában nem szoktuk külön névvel elnevezni, inkább bizonyos ideológiák értékrendjeinek adunk nevet, illetve az ideológiának magának. Sokszor bizonyos értékrendet magában is ideológiának tekintünk, és névvel látunk el. Példák értékrendekre: